# Flicka (film, 2006)
Pour les articles homonymes, voir Flicka.
Pour plus de détails, voir Fiche technique et Distribution.
Flicka est un film américano- britannique réalisé par Michael Mayer (en), sorti en 2006.
Il s’agit d'un remake du film Mon amie Flicka réalisé par Harold D. Schuster — sorti en 1943 — lui-même tiré du roman Mon amie Flicka de Mary O'Hara, publié en 1941 en littérature.

## Synopsis
Au Wyoming, Katy, une jeune fille de 16 ans, veut travailler au ranch familial mais son père s'y oppose. Il veut d'abord qu'elle finisse ses études. Lorsque Katy trouve une jument sauvage, un mustang, elle y voit sa chance de prouver sa valeur.

## Fiche technique
- Titre : Flicka
- Réalisation : Michael Mayer (en)
- Scénario : Mark Rosenthal et Lawrence Konner d'après le roman de Mary O'Hara
- Photographie : J. Michael Muro
- Montage : Andrew Marcus
- Musique : Aaron Zigman
- Producteurs : Gil Netter et Kevin Halloran
- Sociétés de production : Fox 2000 Pictures, Twentieth Century-Fox Film Corporation, Zucker-Netter Productions
- Sociétés de distribution : Fox 2000 Pictures (USA), 20th Century Fox (France)
- Pays de production :  États-Unis,  Royaume-Uni
- Langue : Anglais
- Format : Couleur — 35 mm — 2,35:1 — Son : DTS Dolby Digital
- Genre : Comédie dramatique
- Durée : 95 minutes
- Dates de sorties :
  - États-Unis : 20 octobre 2006
  - France : 25 octobre 2006

## Distribution
- Tim McGraw (VFB : Mathieu Moreau) : Rob McLaughlin
- Maria Bello (VFB : Delphine Moriau) : Nell McLaughlin
- Alison Lohman (VFB : Élisabeth Guinand) : Katy McLaughlin
- Ryan Kwanten (VFB : Sébastien Hébrant) : Howard McLaughlin
- Danny Pino (VFB : Frédéric Meaux) : Jack
- Dallas Roberts : Gus
- Kaylee DeFer (VFB : Delphine Chauvier) : Miranda Koop
- Jeffrey Nordling : Rick Koop
- Dey Young : Esther Koop
- Nick Searcy (VFB : André Pauwels) : Norbert Rye
- Buck Taylor : Wagner
- Wade Williams : Man with Clipboard
- John O'Brien : Mr. Masterson
- Armie Hammer : Male Prefect
- Elizabeth Emery : Gracie
- Bob Tallman (en) : Rodeo Announcer
- Angel Santana : Rodeo Worker
- Michael Servantes Jr. (VFB : Bruno Bulté) : Rodeo
- Emma Ritchie : Honor Student
- Gene McLaughlin : Trick Roper

Version en  français
- Studio : Dubbing Brothers
- D.A. : Frédéric Meaux
- Adaptation : Helene Bourdel-Dray
- Enregistrement : Marina Lersch
- Mixage : Frederic Dray
- Montage : Alban Colombet

Source : Voxofilm 

## Récompenses et distinctions
- Critics Choice Awards :
  - meilleur film de famille
  - meilleure chanson "My Little Girl" (Tim McGraw)

## Suite
La suite, Flicka 2 (en), est sortie en DVD le 30 juin 2010. Dans ce film, on retrouve l'actrice Tammin Sursok qui joue Carrie McLaughlin, la cousine de Katy. Carrie, une jeune Pittsburghaise, qui à la mort de sa mère est venu vivre chez sa grand-mère. Sauf que sa grand-mère est légèrement folle, et quand les autorités s'en aperçoivent, ils n'ont d'autres solutions que d'emmener la jeune fille au ranch de son père, qu'elle ne connait pas. Mais Carrie a du mal à se faire à la campagne, mais très vite, elle se lie d'amitié avec Flicka, la pouliche que Katy a confié à son oncle pour qu'elle puisse faire ses études. C'est alors des tas d'aventures qui attendent Carrie et Flicka.
Et une autre suite en cours avec Flicka 3. Le 7 novembre 2012, Flicka 3 est sorti en DVD.
Flicka 3 est la suite de Flicka 2. Toby va amener certains chevaux du ranch à la suite d'un incendie, dont Flicka. Flicka se lie d’amitié avec Kelly Jenkins, une jeune cavalière qui vit avec sa mère, propriétaire de Cherry Creek Farms, depuis la mort de son père, décédé dans un accident en allant chercher un nouveau cheval pour sa fille. Mais Cherry Creek, qui n'a pas beaucoup de trésorerie, risque d’être vendu et Kelly ne le supporterait pas. Finalement, pour le sauver, elle participe à un concours complet régional avec Flicka.